# هيدكويك
هيدكويك (بالإنجليزية: HeadQuake) هي فرقة روك بديل اسست في أثينا، اليونان في أوائل التسعينات من قبل مجموعة من أعضاء فرق سابقة مثل: فيلا 21, ملتينج أشيز، سبيدرز ويب، روو, نو واى وت، ليزى سن، بلاك ستاتك.
بدئوا في العزف كفرقة في أوائل التسعينات. ظلوا يعزفون لعدة سنوات، مع رحيل ومجئ بعض الأعضاء في نفس الوقت. خلال هذة الفترة عملوا الكثير من الحفالات والعروض. في عام 1999 عاد إلى الفريق بعض الاعضاء الأساسيين وظلوا يعزفون حتى الآن.

## الأعضاء
- دالاس ك.، المغني الرئيسي
- مانولاكوس ا.، ليد جيتار ومغني خلفي
- باناسيوس ت.، جيتار إيقاعي ومغني خلفي
- باباداكيس ل.، بايس جيتار
- داليدس ب.، درمز

## الأعمال الموسيقية
- 1994: Sub Collection No. 1: Toxic Babies In a Rock 'n' Roll Land "Penetrate my way"
- 1995:Metal Hammer GR Complitaion "Fix"
- 1995:The Thing: From Another World Vol. 1 "(For The) Shake of The Psycho"
- 1996: Live Records VOL. 1 "Whore"
- 2004: Athens Calling "Keep Them Satisfied"
- 2007:HeadQuake

## روابط خارجية
- هيدكويك على موقع ميوزك برينز (الإنجليزية)
- هيدكويك على موقع ديسكوغز (الإنجليزية)